# Les Preses
Les Preses és un municipi de la comarca de la Garrotxa, a les Comarques Gironines.
Limita al nord amb la serra de Corb, on es troba el puig Rodó (936 metres), que és el punt més elevat del terme, el qual s'estén per la plana de Bas des de la capçalera del riu Fluvià, enclavat dintre del Parc Natural de la Zona Volcànica de la Garrotxa.
Va pertànyer dins del vescomtat de Bas al monestir de Bages. La llegenda del poble diu que hi havia un gran llac que ocupava tota la plana de Bas.
Té una economia basada en l'agricultura i la ramaderia de bestiar boví i porcí. Posseeix indústries d'embotits, plàstics i material de construcció. Turisme important, atret per la Reserva Natural del Volcà Racó, amb un cràter circular de 140 metres de diàmetre, i les àrees del Corb i del bosc de Tosca, amb formacions de lava porosa.

## Geografia
- Llista de topònims de les Preses (Orografia: muntanyes, serres, collades, indrets..; hidrografia: rius, fonts...; edificis: cases, masies, esglésies, etc).

| Entitat de població  | Habitants (2023) |
| les Preses           | 836              |
| Bosc de Tosca        | 459              |
| Pladevall            | 441              |
| Sant Miquel del Corb | 54               |
| Pocafarina           | 46               |
| Bellaire             | 37               |
| la Boada             | 30               |
| Font: Idescat        |                  |

## Llocs d'interès
- Església de Sant Pere. Neoclàssica. Segle XVIII.
- Església de Sant Miquel del Corb. Romànica.
- Església de Sant Martí del Corb. Romànica.

## Demografia
| 1497 f | 1515 f | 1553 f | 1717 | 1787 | 1857  | 1877  | 1887 | 1900 | 1910 |
| ------ | ------ | ------ | ---- | ---- | ----- | ----- | ---- | ---- | ---- |
| 22     | 27     | 28     | 313  | 466  | 1.218 | 1.013 | 997  | 990  | 901  |

| 1920  | 1930  | 1940  | 1950  | 1960  | 1970  | 1981  | 1990  | 1992  | 1994  |
| ----- | ----- | ----- | ----- | ----- | ----- | ----- | ----- | ----- | ----- |
| 1.143 | 1.137 | 1.178 | 1.013 | 1.003 | 1.131 | 1.393 | 1.316 | 1.294 | 1.294 |

| 1996  | 1998  | 2000  | 2002  | 2004  | 2006  | 2008  | 2010  | 2012  | 2014  |
| ----- | ----- | ----- | ----- | ----- | ----- | ----- | ----- | ----- | ----- |
| 1.327 | 1.320 | 1.373 | 1.511 | 1.644 | 1.692 | 1.708 | 1.724 | 1.752 | 1.772 |

| 2016  | 2018  | 2020  | 2022  | 2024  | 2026 | 2028 | 2030 | 2032 | 2034 |
| ----- | ----- | ----- | ----- | ----- | ---- | ---- | ---- | ---- | ---- |
| 1.781 | 1.763 | 1.855 | 1.875 | 1.925 | -    | -    | -    | -    | -    |

## Educació
Educació Infantil (0-3 anys)
- Llar d'Infants El Rajolet de les Preses

Llar d'Infants (3-6 anys)
- Escola La Bòbila

Primària
- Escola La Bòbila

## Presencs destacats
- Teràpia de shock